# 메르키셰스 무제움역
메르키셰스 무제움역(U-Bahnhof Märkisches Museum)은 베를린 미테구 미테에 있는 U2의 역이다. 1913년 7월 1일에 개통했다. 개통 당시 역명은 인젤브뤼케(Inselbrücke)역이었고, 1935년 근처에 있는 마르크 박물관(Märkisches Museum)의 요청으로 역명이 변경되었다.

## 역사

### 계획과 개통

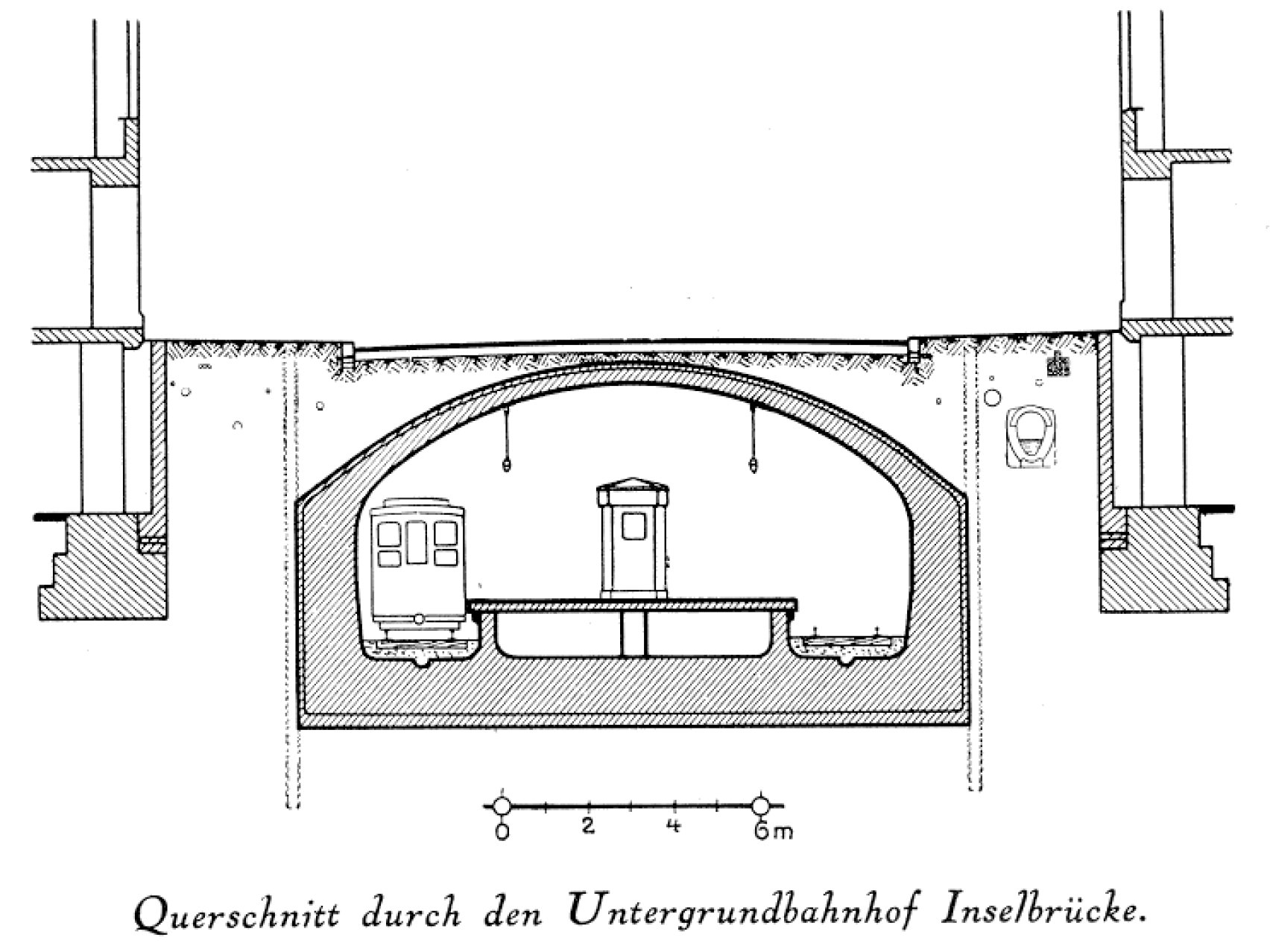
역 단면도, 1913년

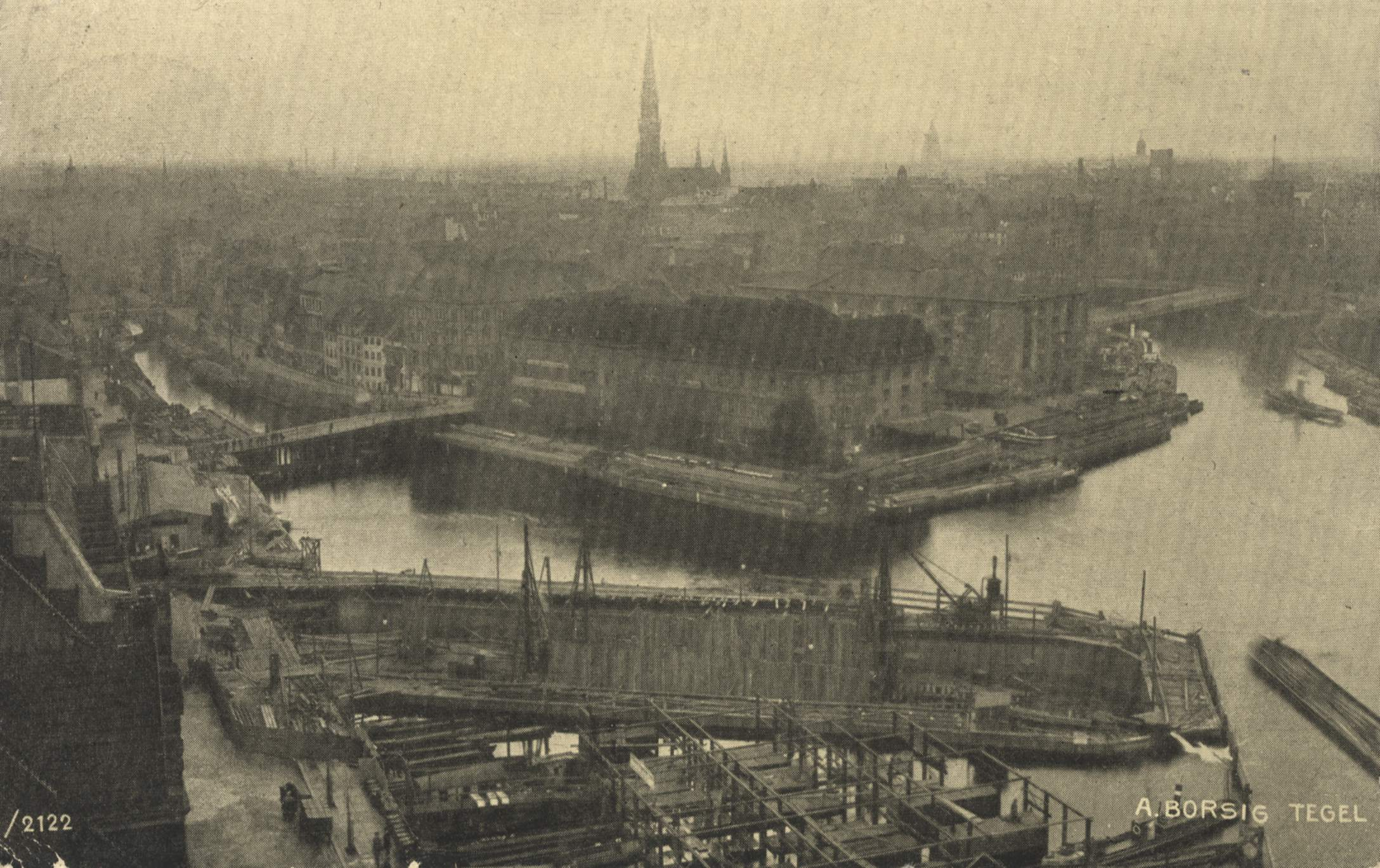
슈프레강 하저의 공사 현장, 1910년

슈피텔마르크트역에서 북동쪽 알렉산더플라츠 방면으로의 노선 연장에 따라서 인젤브뤼케역은 슈프레강 둔치 일대에 새로 건설되었다. 당시 기술로 강을 건너기 위해서 지하 6.5 m에 역이 건설되었고, 깊이 때문에 새로운 건축 기술이 도입되었다.
역사 설계는 알프레드 그레난데르가 담당했으며, 역이 깊이 있었기 때문에 승강장을 크게 건설할 수 있었다. 역사는 전체적으로 아치형 구조로 건설되었고 별도의 지지 기둥이 없다. 베를린 U반의 역 중에서는 플라츠 데어 루프트브뤼케역과 이 역만이 아치형 구조를 가지고 있다. 주 색상으로는 라이프치거 플라츠역과 유사한 녹색을 선택했고, 연선상의 역마다 반복되는 형태였다. 역 승강장은 동서 방향으로 배치되어 있었고 길이는 121.3 m, 너비는 7.6 m이다. 중간층을 통해서 지상 출입구와 이어진다. 승강장 최대 높이는 5.2 m이다. 1913년 7월 1일 슈피텔마르크트-알렉산더플라츠 구간 개통에 따라서 영업을 시작했다.
1944년 5월 2일 공중 폭탄으로 인하여 역 천장부가 손상을 입었다. 1945년 4월 초에는 연합군의 베를린 폭격으로 이 역과 클로스터슈트라세역 사이의 지하철 터널 외벽이 파괴되었다. 그로 인하여 터널에 천천히 물이 차기 시작했다.

### 전쟁 이후
1945년 7월 31일 슈타트미테역과의 단선 운행으로 열차 운행이 재개되었다. 1945년 11월 1일 슈프레강 하저 터널이 단선으로 복구되어 클로스터슈트라세역과 단선 운행이 재개되었다. 1946년 9월 15일이 되어서야 전 구간 운행이 복구되었다.
동독 시기에는 신규 노선 건설에 우선 순위를 두어서 기존 노선 유지보수는 최소화했다. 베를린 750주년을 기념하여 개보수공사가 진행되었다. 이 과정을 거치면서 근처에 있는 박물관의 소장품을 주제로 Jo Doese의 콜라주, 카를하인츠 셰퍼(Karl-Heinz Schäfer), 울리히 외르케(Ulrich Jörke)의 부조 24점이 설치되었다. 잉그리드 바르트만콤파(Ingrid Bartmann-Kompa)는 소개 문안을 작성했다. 또한 새로운 구형 조명등으로 구성된 조명 시설이 설치되었다.
개보수공사 당시 새로 설치한 조명 시설의 무게를 지지하기 위해서 돔형 천장에 직선형 구조물을 설치하는 형태로 천장 구조가 보강되었다. 양쪽 출입구는 역사적인 형태에 따라서 새롭게 건설되었다.

### 재통일 이후
통일 이후에 본격적인 개보수공사가 진행되었고, 이 과정에서 천장 구조물도 포함되었다. 1998년에 개보수공사를 시작했을 때에는 건축유산 보존에 대한 고려 없이 천장부 타일이 전부 철거되었다. BVG와 베를린 문화부가 건축유산 보존을 고려하기로 합의하면서, BVG, 주, 연방 정부에서 1200만 마르크 예산을 할당했다. 이 과정에서 모든 타일이 원형대로 복원되었고, 새로운 조명 시설이 설치되었고, 승강장이 개보수되었으며 벽면에 새로운 그림이 전시되었다. 승강장 중앙부에 지상 교통섬과 연결된 엘리베이터가 새로 설치되었다. 개보수공사는 2002년에 완료되었다.
이 역 개보수공사와 비슷한 개념으로 알렉산더플라츠-슈타트미테 구간의 역을 원형대로 복원하는 개보수공사가 진행되었다.

## 인접 철도역
베를린 버스 147, 165, 265번과 환승할 수 있다.
| 베를린 지하철 2호선        | 베를린 지하철 2호선 | 베를린 지하철 2호선        |
| -------------------------- | ------------------- | -------------------------- |
| 슈피텔마르크트 룰레벤 방면 | U2                  | 클로스터슈트라세 팡코 방면 |